# Loket (okres Benešov)
Loket (Duits: Loket) is een Tsjechische gemeente in de regio Midden-Bohemen en maakt deel uit van het district Benešov. Het dorp ligt op 17 kilometer afstand van Vlašim.
Loket telt 620 inwoners (2025).

## Geografie
De gemeente Loket bestaat uit de volgende plaatsen:
- Loket
- Alberovice
- Bezděkov
- Brzotice
- Kačerov
- Němčice
- Radíkovice
- Všebořice

Van 1 januari 1980 tot 30 juni 1990 behoorden Bernartice en Borovsko eveneens tot de gemeente.

## Geschiedenis
De eerste schriftelijke vermelding van Loket dateert van omstreeks 1352.
Sinds 1960 maakt Loket deel uit van het district Benešov. Op 1 januari 1980 werden Alberovice en Němčice bij de gemeente gevoegd.

## Verkeer en vervoer

### Autowegen
Loket is bereikbaar via diverse regionale wegen, evenals via snelweg D1. 

### Spoorlijnen
Er is geen station meer in de gemeente. Tot 1974 werd Loket bediend door treinen van de spoorlijn Benešov - Vlašim - Dolní Kralovice. In dat jaar werd het traject Vlašim - Dolní Kralvorice gesloten, omdat het moest wijken voor de aanleg van het Švihov-stuwmeer. Sindsdien is het dichtstbijzijnde station in Vlašim, op zo'n 21,5 kilometer afstand. Dat station ligt aan het resterende deel van eerdergenoemde spoorlijn.

### Buslijnen
Er zijn tien bushaltes in de gemeente:
| Halte                                 | Lijn(en)        | Traject(en)                                                                                   | Vervoerder(s)             |
| ------------------------------------- | --------------- | --------------------------------------------------------------------------------------------- | ------------------------- |
| Loket u Čechtic, Loket u Čechtic      | 842 846         | Dolní Kralovice - Vlašim Čechtice - Ledeč nad Sázavou                                         | CŠAD Benešov              |
| Loket u Čechtic, Alberovice           | 842 846         | Dolní Kralovice - Vlašim Čechtice - Ledeč nad Sázavou                                         | CŠAD Benešov CŠAD Benešov |
| Loket u Čechtic, Bezděkov             | 845 846         | Hořice - Zruč nad Sázavou Čechtice - Ledeč nad Sázavou                                        | CŠAD Benešov CŠAD Benešov |
| Loket u Čechtic, Brzotice             | 844 845 846     | Vlašim - Snět Hořice - Zruč nad Sázavou Čechtice - Ledeč nad Sázavou                          | CŠAD Benešov CŠAD Benešov |
| Loket u Čechtic, Brzotice, Rozchod I  | 842 844 845 846 | Dolní Kralovice - Vlašim Vlašim - Snět Hořice - Zruč nad Sázavou Čechtice - Ledeč nad Sázavou | CŠAD Benešov CŠAD Benešov |
| Loket u Čechtic, Brzotice, Rozchod II | 844 845 846     | Vlašim - Snět Hořice - Zruč nad Sázavou Čechtice - Ledeč nad Sázavou                          | CŠAD Benešov CŠAD Benešov |
| Loket u Čechtic, Motorest             | 842 846         | Dolní Kralovice - Vlašim Čechtice - Ledeč nad Sázavou                                         | CŠAD Benešov CŠAD Benešov |
| Loket u Čechtic, Radíkovice           | 845             | Hořice - Zruč nad Sázavou                                                                     | CŠAD Benešov              |
| Loket u Čechtic, Němčice              | 844             | Vlašim - Snět                                                                                 | CŠAD Benešov              |
| Loket u Čechtic, Všebořice            | 845             | Hořice - Zruč nad Sázavou                                                                     | CŠAD Benešov              |

## Bezienswaardigheden

### Švihov-stuwmeer
Het Švihov-stuwmeer, in de buurt van Loket, is het grootste drinkwaterreservoir van Tsjechië en voorzien grote delen van het land van schoon drinkwater, inclusief het district Benešov. De aarden dam werd gebouwd tussen 1965 en 1972, vier kilometer boven de samenvloeiing van de rivieren Želivka en Sázava, en is 58 meter hoog. Het stuwmeer heeft een lengte van 38 kilometer.

### Overige bezienswaardigheden
- Dorpskapel

## Galerij

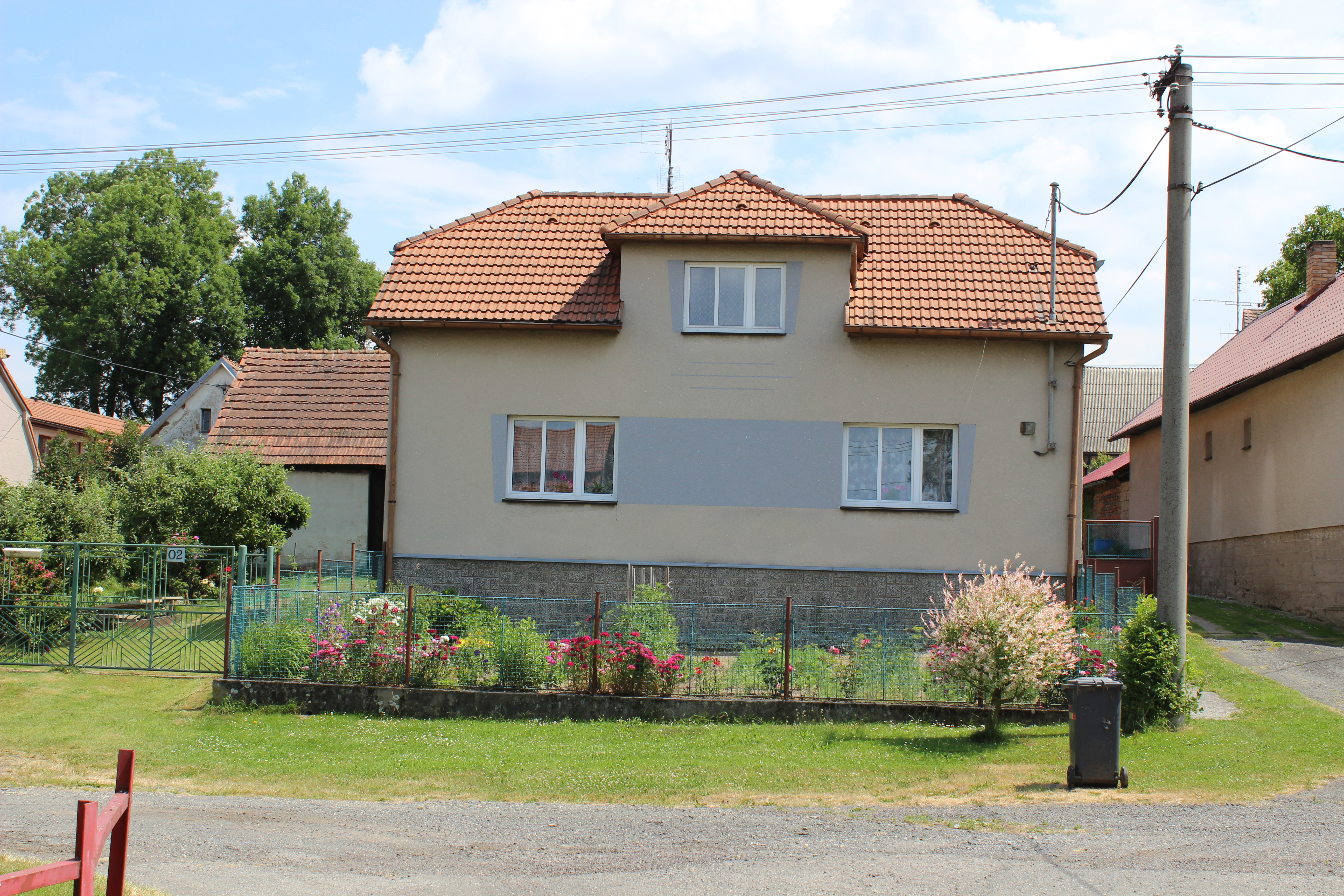
Huis in het dorp (2014)
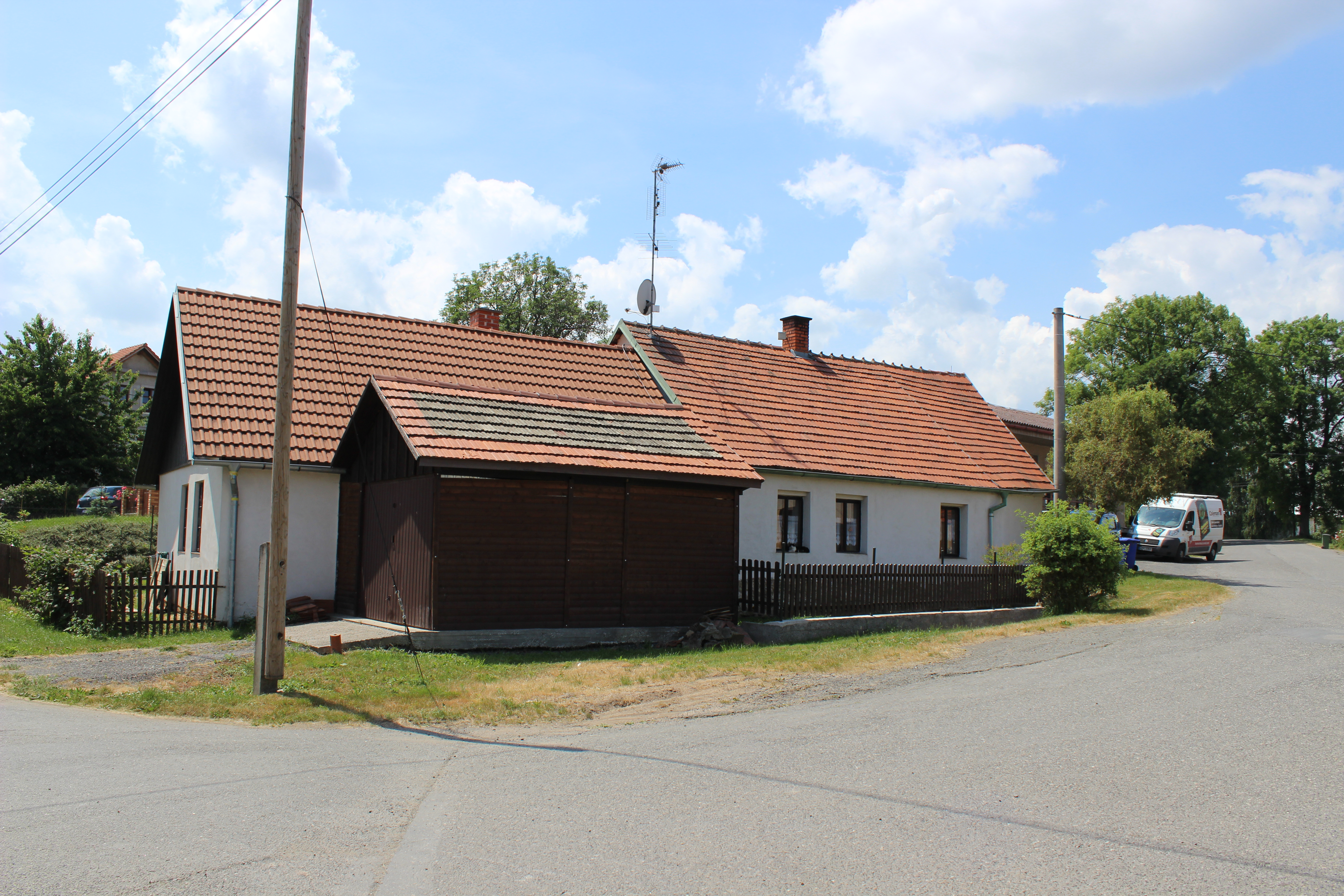
Huis in het dorp (2014)